# Студио „Х“
От началото на 1980 година към рубриката „Телевизионен театър“ започва да функционира новосъздаденото студио „Хикс“.
Целите и задачите на това студио са да запознава телевизионните зрители с най-добрите криминални и приключенски произведения от международните телевизии и кинематографии.
Към студиото е създаден художествен съвет, който ръководи цялата му дейност. Художествен ръководител е Иван Комитов, членове са изтъкнати телевизионни и кинодейци като Кирил Василев, Антон Антонов-Тонич, Свобода Бъчварова, Евгени Константинов, Атанас Свиленов, Александър Грозев, Любен Попов, Захари Жандов, Константин Луканов и др.
Целта е освен най-добрите образци от световните телевизионни и кинопродукции в областта на жанра да има и своя продукция. Сред плановете му фигурират произведения на автори като Димитър Пеев, Евгени Константинов, Александър Шчибор-Рилски, Конрад Фиолковски, Люсио Флетчер, М. Богомилов, Максим Наимович и Георги Костов, които ще бъдат реализирани от Асен Траянов, Хачо Бояджиев, Любен Морчев, Мариана Евстатиева, Никола Рударов, Димитър Аврамов.
Програмното време на студио „Хикс“ е всяка събота от 23.00 часа по първа програма, а повторенията всяка неделя по втора програма.
Първият филм от поредицата е 3 серийния български видеофилм „Аберацио Иктус“ по едноименната книга на Димитър Пеев. Режисьор е Асен Траянов. В главните роли са Петър Пейков, Ириней Константинов, Красимира Петрова . В годините до 1990-а, са излъчени и редица други български криминални филми и сериали като "Вероятност, равна на нула" (1982), "Третото лице" (1983), "Инспектор без оръжие" (1985), "Петият от карето" (1981), "Един ден аванс" (1987), "Черните рамки" (1988), "Двойна примка" (1987), "Горещи следи" (1986), "9 - цифрата на кобрата" (1989), "Спирка Берлин" (1982), "Денят не си личи по заранта" (1985), "Подарък в полунощ" (1985) и много други.
Оригинално музикалната тема в началото преди филма е част от италианския филм от 1975 година „Полицията бездейства“ („La polizia sta a guardare“) на италианския композитор Стелвио Чиприани. Саундтракът за начало на поредицата Студио "Х" започва в 22 часа всяка събота.
Освен "La polizia sta a guardare" ("Полицията наблюдава", 1973), в Студио "Х" са излъчвани още "La polizia chiede aiuto" ("Полицията търси помощ", 1974) и "La polizia ha le mani legate" ("Полицията е с вързани ръце", 1975) и други.